# Flygrädsla
Flygrädsla, aerofobi, är en rädsla eller fobi för att befinna sig i luftfarkoster, oftast flygplan, under färd.
Rädslan kan grunda sig i att man har hört talas om dramatiska flygolyckor, eller de obehag som en flygresa kan medföra, i form av tryckförändringar i hörselsystemet eller luftgropar. Det kan också ha samband med klaustrofobi - eller det faktum att man överlämnar kontrollen över sitt liv till någon annan under själva flygtiden. Det kan också handla om rädsla för kapningar eller terrorism.